# 衛 (小惑星)
衛（まもる、4613 Mamoru）は、小惑星帯に位置する小惑星。渡辺和郎が札幌で発見した。

## 名称
1992年9月にスペースシャトル・エンデバー（STS-47）にペイロードスペシャリストとして搭乗し、宇宙飛行士となった毛利衛に因む。命名は同年11月の小惑星回報（MPC 21131）で公表された。
小惑星の発見者・発見地と命名された毛利とは、「北海道」という共通項がある（渡辺は釧路市出身、毛利は余市町出身）。MPCに掲載された説明文にも、毛利が北海道大学工学部の professor （正確には助教授）であることが記されている。
衛と同時に、日本の宇宙飛行士の名に因む小惑星への命名も公表されている。いずれも渡辺が発見に関わった小惑星で、日本初の宇宙飛行士となった (4714) Toyohiro（秋山豊寛）とそのバックアップスタッフの (4743) Kikuchi（菊地涼子）、毛利のバックアップスタッフを務めた (4746) Doi（土井隆雄）、(4750) Mukai（向井千秋）である。土井・向井の2名は、のちに宇宙に赴いて活動する。

## 註
1. 1 2  MPC 21131（1992年11月10日）